# Ваврова, Михаэла
Михаэла Ваврова (чеш. Michaela Vávrová; род. 1 апреля 1974, Прага) — чехословацкая гребчиха, выступавшая за сборную Чехословакии по академической гребле в начале 1990-х годов. Чемпионка мира среди юниорок, победительница и призёрка первенств национального значения, участница летних Олимпийских игр в Барселоне.

## Биография
Михаэла Ваврова родилась 1 апреля 1974 года в Праге. Проходила подготовку в столичном гребном клубе «Смихов».
Впервые заявила о себе в академической гребле на международном уровне в сезоне 1990 года, когда вошла в состав чехословацкой национальной сборной и выступила на юниорском мировом первенстве в Эгбелете, где стала четвёртой в парных четвёрках и выиграла бронзовую медаль в восьмёрках. Год спустя на аналогичных соревнованиях в Баньолесе получила серебро в парных четвёрках.
Благодаря череде удачных выступлений удостоилась права защищать честь страны на летних Олимпийских играх 1992 года в Барселоне. В составе экипажа-восьмёрки, куда также вошли гребчихи Сабина Теленская, Элишка Яндова, Рената Беранкова, Мартина Шефчикова, Ленка Завадилова, Гана Жакова, Гана Дариусова и рулевая Ленка Ковачова, заняла последнее четвёртое место на предварительном квалификационном этапе, затем стала шестой в дополнительном отборочном заезде — таким образом отобралась лишь в утешительный финал В, где уступила команде Великобритании. В итоговом протоколе соревнований расположилась на восьмой строке. Также в этом сезоне побывала на юниорском мировом первенстве в Монреале, откуда привезла награды золотого и серебряного достоинства, выигранные в четвёрках и восьмёрках соответственно.
После разделения Чехословакии Ваврова больше не показывала сколько-нибудь значимых результатов в академической гребле на международной арене.